# Wolters-Noordhoff Complex
Het Wolters-Noordhoff Complex, kortweg WNC genoemd, was een gebouwencomplex in de binnenstad van Groningen. De naam is afgeleid van de uitgeverij Wolters-Noordhoff, die tot 1984 in de panden gevestigd was. Het complex werd in 1990 het middelpunt van grootscheepse krakersrellen.

## Geschiedenis
Het complex omvatte een achttal panden aan de westzijde van de Oude Boteringestraat, tussen de Poststraat en de Broerstraat. Oorspronkelijk waren het woonhuizen, waarvan het oudste, het Calmershuis, al in de dertiende eeuw genoemd wordt. Het geheel was een beschermd stadsgezicht.
In 1868 verplaatste J.B. Wolters zijn uitgeverij naar de Oude Boteringestraat 18, een jaar later vestigde P. Noordhoff zich op nummer 12. Toen beide bedrijven in 1968 fuseerden waren inmiddels de naastgelegen panden bij beide bedrijven getrokken. Om te fuseren hoefden slechts wat extra muren te worden doorgebroken. De behuizing bleek echter vrij snel na de fusie toch beperkingen te hebben en het bedrijf ontwikkelde plannen voor een nieuw kantoor aan de rand van de stad. De panden aan de Boteringestraat werden verkocht aan PGGM. Deze belegger kon echter niet tot overeenstemming komen met de gemeente, waardoor de panden leeg bleven staan.
Nadat het complex al geruime tijd leeg had gestaan werd het in gebruik genomen door een grote groep krakers. Door hen was in het complex, naast woonruimte ook een kraakcafé, het veganistisch eethuis Salmonella, een vrouwencafé, een concertzaal en een boekhandel ingericht. Net als zovele grote kraakpanden werd het een soort ministadje op zich, een verzetsbolwerk waarin de krakers lieten zien hoe zij wilden leven.
De belegger slaagde er uiteindelijk aan het eind van de jaren tachtig in om overeenstemming te bereiken met het stadsbestuur. Een aantal panden zou worden gesloopt om plaats te maken voor een nieuwe Openbare Bibliotheek. Hoewel er veel kritiek was op dit plan ging de gemeenteraad hiermee uiteindelijk akkoord. Met de krakers werd overleg gezocht om hen tot een vrijwillige ontruiming te bewegen. Tot echt overleg kwam het echter nooit, waarop de gemeente besloot tot ontruiming over te gaan. Deze begon op 26 mei 1990.
De krakers hadden al enige tijd tevoren aangekondigd hier niet aan mee te willen werken. In de vroege ochtend wierpen zo'n 150 krakers en sympathisanten barricades op in de Oude Boteringestraat en staken die in brand. Vervolgens plunderden en vernielden ze twee cafés en een aangrenzend advocatenkantoor, wat een schadepost van ruim een miljoen gulden opleverde. Daarna verschansten ze zich in het WNC.
De politie zette 400 manschappen van de Mobiele Eenheid en enkele pantservoertuigen in, maar had de grootste moeite door de versperringen heen te breken. Pas in de loop van de volgende dag, nadat de krakers 's ochtends hadden besloten hun verzet op te geven, slaagde men erin het gehele pand te ontruimen. Direct daarna werd begonnen met de afbraak.
De rellen waren de hele dag rechtstreeks te volgen op Radio Noord en op de lokale zender OOG. Voordat de krakers hun verzet opgaven, belden zij live met OOG Radio, waarbij zij verklaarden waarom zij hun verzet opgaven. Daarnaast stelden de krakers een paar eisen: een van deze eisen was een "vreedzame aftocht", zonder arrestaties door de politie of mobiele eenheid. De burgemeester en hoofdcommissaris gingen gezien de schade en onrust hier niet mee akkoord; alle krakers werden gearresteerd en naar speciaal hiervoor vrij gemaakte cellen vervoerd.
OogTV heeft er een uitzending van het programma "Teruggespoeld" aan besteed. Hierin komen zowel de krakers als ook de politie aan het woord.